# Seigneurie de Beauport
La seigneurie de Beauport était l'une des premières seigneuries concédées dans la colonie française du Canada au XVIIe siècle.

## Histoire
Accordée dès 1634 à Robert Giffard, apothicaire et maître-chirurgien originaire de Mortagne-au-Perche, cette seigneurie était située à proximité de Québec, la capitale de la Nouvelle-France. Aux côtés des seigneuries voisines de Notre-Dame-des-Anges (1626) et de Beaupré (1636), la Seigneurie de Beauport a contribué aux débuts du peuplement de la colonie.
Le bourg du Fargy, créé vers 1654, a marqué une étape significative dans le développement de la seigneurie. Il devint le premier embryon de village au Québec. Les terres furent concédées sur des rangs à partir des années 1670, donnant naissance aux rangs Saint-Joseph, Saint-Michel, Sainte-Thérèse et Saint-Ignace.
En 1725, la seigneurie comptait environ une centaine de familles réparties sur différents rangs, avec 11 maisons construites en pierre. Malgré sa proximité avec Québec, Beauport resta largement agricole jusqu'au milieu du XXe siècle. L'étalement urbain rapide depuis les années 1960 a conduit à la disparition de nombreux éléments du paysage seigneurial et du patrimoine bâti.
Le manoir seigneurial, construit au temps de Robert Giffard, fut détruit à la fin des années 1870, marquant une perte significative du patrimoine architectural. Les vestiges du dernier moulin à eau le long de la rivière Beauport témoignent des activités industrielles passées.
La toponymie conserve des traces du passé seigneurial, avec des rues telles que la rue Seigneuriale, les avenues Saint-Joseph, Saint-Michel, Sainte-Thérèse et Saint-Ignace. Le figure marquante de Marie-Catherine Peuvret demeure toutefois absentes de la toponymie des lieux.

## Subdivisions
- Bourg du Fargy
- Arrière-fief de La Ferté
- Arrière-fief du Buisson
- Arrière-fief de la Clouterie

## Liste des seigneurs
- 1634-1663 : Robert Giffard de Montcel
- 1663-1683 : Joseph Giffard
- 1683-1715 :  Ignace Juchereau Duchesnay
- 1715-1739 : Marie-Catherine Peuvret
- 1739-1772 : Antoine Juchereau Duchesnay (père)
- 1772-1806 : Antoine Juchereau Duchesnay (fils)
- 1806-1825 : Antoine-Louis Juchereau Duchesnay
- 1825-1835 : Antoine-Narcisse Juchereau Duchesnay
- 1835- : Bartholomew Gugy